# Vasik Rajlich
Vasik Rajlich (nasceu em 1971 em Cleveland, Ohio) ele é um mestre internacional de xadrez  e o projetista do Rybka, um dos mais fortes softwares que jogam xadrez.